# Philippe Buchez
Philippe Buchez (ur. 31 marca 1796 w Matagne-la-Petite, zm. 11 sierpnia 1865 w Rodez) – francuski polityk, historyk i socjolog, założyciel dziennika L'Atelier.
Urodził się w Matagne-la-Petite, które obecnie znajduje się w Belgii, a wówczas we francuskim departamencie Ardenów. W 1821 razem z Armandem Bazardem i grupą współtowarzyszy stworzył organizację zwaną la Charbonnerie, wzorowaną na włoskiej Karbonerii. W 1825 opublikował jedno ze swoich podstawowych dzieł, Études de théologie, de philosophie et d'histoire. Mniej więcej w tym samym czasie został członkiem Saint-Simonian Society.